# Ridderorden in Fiji
De Regering van Fiji heeft tot het uitroepen van de republiek in 1987 de Britse ridderorden als de Orde van het Britse Rijk en de Orde van Sint-Michaël en Sint-George uitgereikt. Er zijn dan ook nog tal van inwoners die de Britse orden, verleend door de "koningin van Fiji" dragen en zich "Sir" of "Dame" mogen noemen. 
Het eilandenrijk werd in 1987 een republiek binnen het Gemenebest. In 1995 werd de Orde van Fiji gesticht. De orde werd georganiseerd naar het voorbeeld van de Orde van Canada.